# Тринадцатая проблема Гильберта
Трина́дцатая пробле́ма Ги́льберта — одна из 23 задач, которые Давид Гильберт предложил 8 августа 1900 года на II Международном конгрессе математиков. Она была мотивирована применением методов номографии к вычислению корней уравнений высоких степеней, и касалась представимости функций нескольких переменных, в частности, решения уравнения седьмой степени как функции от коэффициентов, в виде суперпозиции нескольких непрерывных функций двух переменных.
Проблема была решена В. И. Арнольдом совместно с А. Н. Колмогоровым, доказавшими, что любая непрерывная функция любого количества переменных представляется в виде суперпозиции непрерывных функций одной и двух переменных (и, более того, что в таком представлении можно обойтись, в дополнение к непрерывным функциям одной переменной, единственной функцией двух переменных — сложением):
{\displaystyle f(x_{1},\dots ,x_{n})=\sum _{q=0}^{2n}\Phi _{q}\left(\sum _{p=1}^{n}\psi _{q,p}(x_{p})\right).}
Функций {\displaystyle \Phi _{q}} и {\displaystyle \psi _{q,p}}, не считая нулевых, требуется не более {\displaystyle (n+1)(2n+1)} штук, в частности, для двух переменных — не более 15, для трех — не более 28.

## Постановка проблемы
Уравнения степеней до четвёртой включительно разрешимы в радикалах: для их решений существуют явные формулы (формула Кардано и метод Феррари для уравнений третьей и четвёртой степени соответственно). Для уравнений степеней, начиная с пятой, их неразрешимость в радикалах утверждается теоремой Абеля — Руффини. Однако преобразования Чирнгауза позволяют свести общее уравнение степени {\displaystyle n>4} к виду, свободному от коэффициентов при {\displaystyle x^{n-1}}, {\displaystyle x^{n-2}} и {\displaystyle x^{n-3}}; для {\displaystyle n=5} этот результат был получен Брингом в 1786, и для общего случая Джерардом в 1834.. Тем самым (после дополнительной перенормировки), решение уравнений степеней 5-й, 6-й и 7-й степеней сводилось к решению уравнений вида
{\displaystyle x^{5}+ax+1=0},
{\displaystyle x^{6}+ax^{2}+bx+1=0,}
{\displaystyle x^{7}+ax^{3}+bx^{2}+cx+1=0}
зависящих от одного, двух и трех параметров соответственно.
Рассматривая указанное уравнение 7-й степени, в 13 проблеме Гильберта надо ответить на вопрос: можно или нет представить общее решение уравнения
{\displaystyle x=x(a,b,c)}
как суперпозицию конечного числа функций от двух переменных?